# Озера й лагуни Белізу

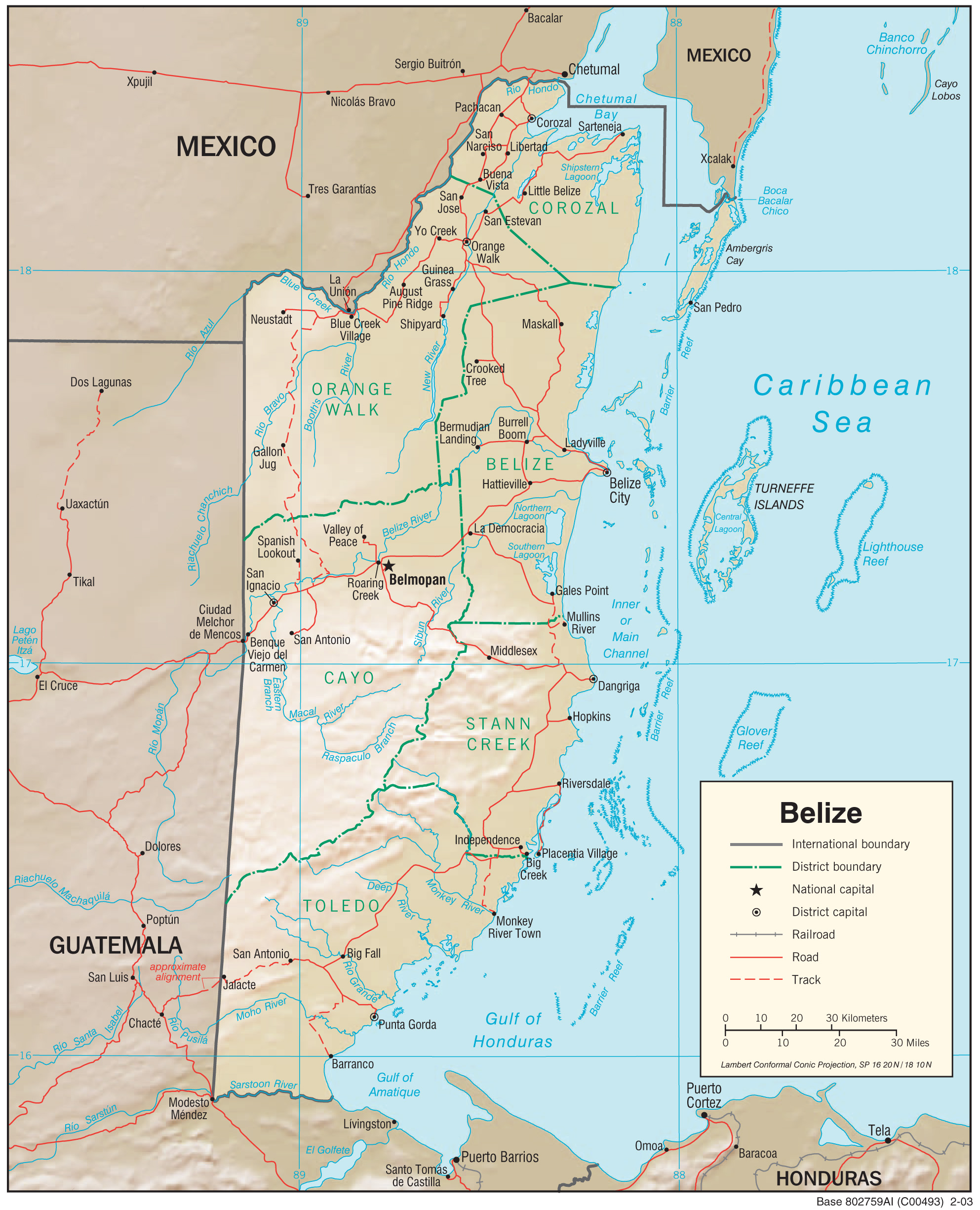
Карта річок Белізу

Озера й лагуни Белізу — озера, що містяться повністю на території Белізу. На території Белізу знаходиться до 1000 озер та боліт: одні з них стічні, а інші не мають стоку. Частина озер знаходиться в прибережній смузі, відтак вони мають значний вміст солі (що наближається до показників моря). У зв'язку із тропічним кліматом і великою кількістю опадів значна, зокрема низинна, частина країни є суттєво заболоченою із великою кількістю боліт та трясовин.

## Басейни
Гідрологія Белізу — це 30 великих річкових басейнів, що стікають до Карибського моря і більша частина озер приналежні до тих річкових басейнів.

## Озера й лагуни Белізу (за округами)
Територія Белізу густо помережена річками та струмками, які стікають з Юкатанської платформи до Карибського моря.

### Озера округу Коросаль
На території округу Коросаль знаходиться більше 100 озер, лагун та боліт, найбільші з них класифіковані й позначені на всіх мапах, зокрема:
| - Барракута Понд (Barracouta Pond); - Беннеттс Лагуна (Bennett's Lagoon); - Балхед Лагуна (Bulkhead Lagoon); - Кеноте Лагуна (Cenote Lagoon); - Лагуна Кокос (Cocos Lagoon); - Чотири милі (Four Mile Lagoon); - Лагуна Чотири милі (Four Mile Lagoon); | - Куджой Лагуна (Cudjoe Lagoon); - Лагуна Сека (Laguna Seca); - Пепперкамп Лагуна (Peppercamp Lagoon); - Прогрессо Лагуна (Progresso Lagoon); - Салтілло Лагуна (Saltillo Lagoon); - Сапоте Лагуна (Sapote Lagoon); - Шіпстер Лагуна (Shipstern Lagoon); |

## Типи озер Белізу
Озера Белізу поділяють за способом їх утворення, способом живлення, за термічним режимом, вмістом солей (хімічним складом) та наявністю в них життя.
Більшість озер сформувалось внаслідок рухів земної кори чи вивержень вулканів. Деякі утворились внаслідок відділення від моря.
Деякі з водойм створені людьми — їх називають водосховищами, оскільки вони містять резерв води для гідроелектростанцій та інших господарських потреб.

### За типом утворення
- Дамбові: Утворені шляхом перегороження річної долини, яру, балки природною (обвал, річкові наноси і т. д.) або штучною дамбою.
  -     - Лагуна Кокос (Cocos Lagoon),

- Річкові:
  - озеро, що утворилося в результаті ерозійної або акумулятивної діяльності річки — стариця;
    -       - Чотири милі (Four Mile Lagoon), Лагуна Чотири милі (Four Mile Lagoon), Лагуна Сека (Laguna Seca), Прогрессо Лагуна (Progresso Lagoon)

- - тимчасове водоймище в плесі пересихаючої річки.

- - долинні.
    -       - Лагуна Кокос (Cocos Lagoon), Чотири милі (Four Mile Lagoon), Лагуна Чотири милі (Four Mile Lagoon), Куджой Лагуна (Cudjoe Lagoon), Лагуна Сека (Laguna Seca), Прогрессо Лагуна (Progresso Lagoon)

- Лиманні: водоймище з солоною або солонуватою водою, відокремлене від моря низькими наносними піщаними косами — лагуна, або утворене в результаті занесення гирлової частини естуарію наносами — лиман.

- -     -       - Шіпстер Лагуна (Shipstern Lagoon), Барракута Понд (Barracouta Pond), Беннеттс Лагуна (Bennett's Lagoon), Балхед Лагуна (Bulkhead Lagoon),

- - придельтові.

- - штучні озера.

- Загатні: утворені внаслідок гірських обвалів.

- Ка́рстові: виникають в результаті заповнення водою від'ємних форм карстового рельєфу (карстових ям, улоговин, печер і ін.). Звичайні в районах розповсюдження карсту.

- -     -       - Пепперкамп Лагуна (Peppercamp Lagoon), Салтілло Лагуна (Saltillo Lagoon),  Сапоте Лагуна (Sapote Lagoon)

- Тектонічні: Сформовані у тріщинах земної кори.

- Змішаного походження.

### За способом живлення
За водним балансом озера діляться на:
- стічні (стічно-припливні) — живляться притоком вод з водозбору і мають стік у річку.

- -     -       - Шіпстер Лагуна (Shipstern Lagoon), Барракута Понд (Barracouta Pond), Беннеттс Лагуна (Bennett's Lagoon), Балхед Лагуна (Bulkhead Lagoon), Лагуна Кокос (Cocos Lagoon), Чотири милі (Four Mile Lagoon), Лагуна Чотири милі (Four Mile Lagoon), Куджой Лагуна (Cudjoe Lagoon), Лагуна Сека (Laguna Seca), Прогрессо Лагуна (Progresso Lagoon)

- безстічні (випарно-припливні) — втрачають воду шляхом випаровування.

- -     -       - Пепперкамп Лагуна (Peppercamp Lagoon), Сапоте Лагуна (Sapote Lagoon)

### За термічним режимом
За термічним режимом всі озера Белізу є тропічними — з переважанням прямої термічної стратифікації.

### За хімічним складом
За хімічним складом виділяють:
- Прісні озера:
озеро, що має воду з кількістю розчинних мінеральних речовин менш 1 г/л. Більшість прісних озер стічні, в їхньому водному балансі переважає притік з водозборів і стік у річки.

- -     -       - Лагуна Кокос (Cocos Lagoon), Чотири милі (Four Mile Lagoon), Лагуна Чотири милі (Four Mile Lagoon), Куджой Лагуна (Cudjoe Lagoon), Прогрессо Лагуна (Progresso Lagoon), Пепперкамп Лагуна (Peppercamp Lagoon), Салтілло Лагуна (Saltillo Lagoon), Сапоте Лагуна (Sapote Lagoon)

- Мінеральні озера:
Мінеральне озеро — озеро, вода якого містить велику кількість мінеральних солей (звичайно понад 1 промілле).

- - солонуваті озера: озеро, вода якого має помітний смак солі (мінералізація від 1 до 24,7 г/л, за іншою класифікацією від 1 до 35 проміле)
    -       - Шіпстер Лагуна (Shipstern Lagoon), Барракута Понд (Barracouta Pond), Беннеттс Лагуна (Bennett's Lagoon), Балхед Лагуна (Bulkhead Lagoon), Лагуна Сека (Laguna Seca);

- - солоні озера (понад 35 проміле).